# نورالنسا بیگم
نورالنسا بیگم، (حدود ۱۶۴۵ – فوریه ۱۷۰۱) همسر اول و اصلی بهادرشاه یکم بود.
او مادر سومین پسر او، رفیع الشان و مادر بزرگ سه تن از شاهان گورکانی یعنی رفیع الدرجات، شاه جهان دوم و محمد ابراهیم بود. او شش سال قبل از به تخت نشستن بهادرشاه درگذشت. او در خراسان زاده شد و از نوادگان نجم ثانی بود.